# Ludzie w stanie zagrożenia
Ludzie w stanie zagrożenia (tyt. oryg. Njerëz në rrymë) – albański film fabularny z roku 1989 w reżyserii Besnika Bishy i Grigora Stavriego, na motywach powieści Teodora Laço - Te gjithë lumenjtë rrjedhin.

## Opis fabuły
Arsen Morina znalazł się w najbardziej dramatycznym momencie swojego życia. Musi podjąć decyzję, jak zabezpieczyć własną rodzinę i żonę przed grożącym im niebezpieczeństwem. Arsen nie zdaje sobie sprawy z tego, że prawdziwa tragedia w jego życiu rodzinnym dopiero nadejdzie.
Film realizowano w Korczy.

## Obsada
- Adrian Cerga jako Arsen Morina
- Dhimitër Orgocka jako Bani Bashari
- Vasjan Lami jako sekretarz Besim Golemi
- Pandi Raidhi jako Tano Bashari, ojciec sekretarza
- Zamira Kita jako Ana, żona Arsena
- Sheri Mita jako Vaso Guri
- Marko Bitraku jako Rushka
- Sotiraq Bratko jako Maks Tili
- Justina Aliaj jako żona Besima Golemiego
- Guri Koço jako Malo
- Karafil Shena jako Kastriot Seran
- Anila Dervishi jako Teuta
- Gani Disha
- Alfred Karapiçi
- Romina Kostari
- Syrja Meçe
- Sarandi Mitre
- Niko Qiriçi
- Rozan Zamputi